# Can Rebeu
Can Rebeu és una casa de Castellar del Riu (Berguedà) inclosa a l'Inventari del Patrimoni Arquitectònic de Catalunya.

## Situació
Es troba a la part central del terme municipal, entre el pla de Campllong i la caseria de Castellar del Riu, als vessants del torrent de Castellar.
S'hi va des de la carretera BV-4243 (de Berga als Rasos de Peguera). Al km. 4,9 (42° 06′ 38″ N, 1° 47′ 28″ E / 42.110486°N,1.791186°E), després del trencall d'Espinalbet, es pren la pista asfaltada de l'esquerra, senyalitzada direcció "Castellar del Riu". Al cap d'1,8 km es deixa l'asfalt i s'agafa la pista de la dreta també senyalitzada "Castellar del Riu". Recorreguts 300 metres s'arriba a Can Rabeu. El pas està barrat.

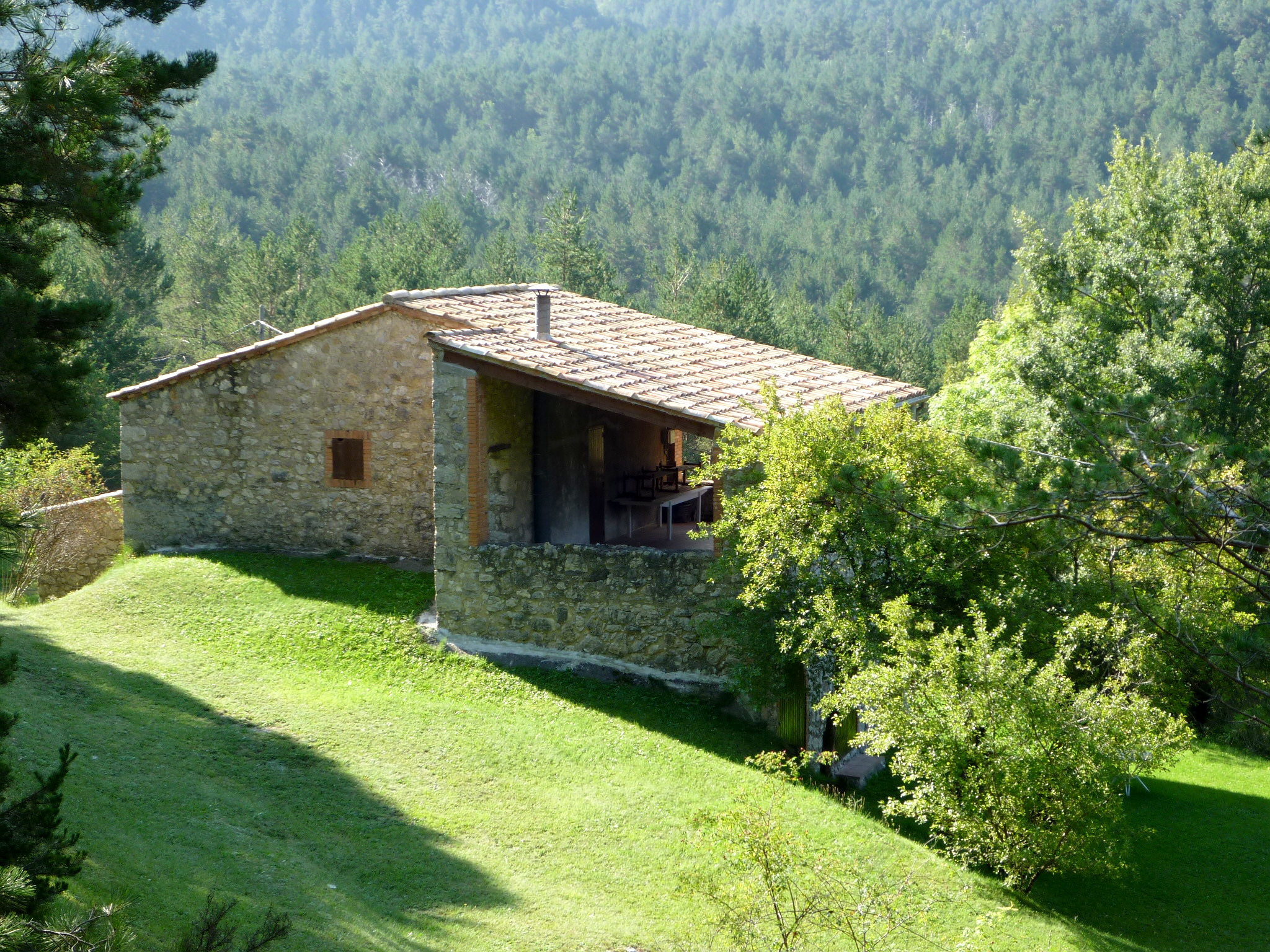
Des del camí al Riu de Castellar

## Descripció
Habitatge situat al cap d'un pla, voltat per camps de conreu actualment convertits en prats de pastura, entre boscos en un lloc despoblat. Està estructurada en planta baixa i pis i coberta a dues aigües amb teula àrab. El parament és de pedres irregulars, de diverses mides, sense treballar i unides amb morter. Destaquen sobretot les obertures, arcs de mig punt, tant a la planta baixa com al pis, fets amb marcs de maó. Un dels costats, a la façana posterior està parcialment obert per un costat a més a més de la galeria d'arcs de mig punt correguda.

## Història
Antiga casa de pagès refeta amb cura i actualment usada com a segona residència.